# Норт-Стар (Огайо)
Норт-Стар (англ. North Star) — селище (англ. village) в США, в окрузі Дарк штату Огайо. Населення — 224 особи (2020).

## Географія
Норт-Стар розташований за координатами 40°19′27″ пн. ш. 84°34′8″ зх. д. / 40.32417° пн. ш. 84.56889° зх. д. (40.324261, -84.568980).  За даними Бюро перепису населення США в 2010 році селище мало площу 1,36 км², уся площа — суходіл.

## Демографія
Згідно з переписом 2010 року, у селищі мешкало 236 осіб у 88 домогосподарствах у складі 59 родин. Густота населення становила 174 особи/км².  Було 91 помешкання (67/км²).
Расовий склад населення:
| - 100,0 % — білих |

До двох чи більше рас належало 0,0 %. Частка іспаномовних становила 0,0 % від усіх жителів.
За віковим діапазоном населення розподілялося таким чином: 30,1 % — особи молодші 18 років, 47,4 % — особи у віці 18—64 років, 22,5 % — особи у віці 65 років та старші. Медіана віку мешканця становила 37,0 року. На 100 осіб жіночої статі у селищі припадало 90,3 чоловіків;  на 100 жінок у віці від 18 років та старших — 96,4 чоловіків також старших 18 років.
Середній дохід на одне домашнє господарство  становив 58 823 долари США (медіана — 53 750), а середній дохід на одну сім'ю — 65 638 доларів (медіана — 66 071). Медіана доходів становила 42 375 доларів для чоловіків та 33 750 доларів для жінок. За межею бідності перебувало 2,9 % осіб, у тому числі 1,4 % дітей у віці до 18 років та 4,0 % осіб у віці 65 років та старших.
Цивільне працевлаштоване населення становило 139 осіб. Основні галузі зайнятості: виробництво — 24,5 %, освіта, охорона здоров'я та соціальна допомога — 14,4 %, роздрібна торгівля — 12,9 %.